# Рецепционистичка критика
Рецепционистичка критика (енгл. Reader-response criticism) је појам у теорији књижевности који се односи на теорију у којој се у анализи једног књижевног дела акценат ставља на читаоца, као и његов лични доживљај књижевног дела, за разлику од других школа и теорија које своју пажњу усмеравају првенствено на аутора, форму или садржину самог књижевног дела.
Ова теорија појавила се шездесетих и седамдесетих година 20. века, а нарочито у САД и Немачкој кроз рад Нормана Холанда, Стенлија Фиша, Волфганга Исера, Ханса Роберта Јауса и других. Значајне претече овог правца у књижевној критици били су Ајвор Армстронг Ричардс, који је 1929. године анализирао погрешна тумачења књижевних дела групе студената, Луис Розенблат, који је у свом делу Књижевност и истраживање (1938), истакао колико је битно да предавач покуша да избегне наметање било каквих „претходно установљених схватања о правилном начину реаговања или тумачења било каквог уметничког дела“, као и Клајв Стејплс Луис у свом делу Експеримент у критицизму (1961).